# Ernetschwil
Ernetschwil (toponimo tedesco) è una frazione di 1 422 abitanti del comune svizzero di Gommiswald, nel Canton San Gallo (distretto di See-Gaster).

## Geografia fisica
Il territorio di Ernetschwil si estende sul versante meridionale del passo del Ricken.

## Storia

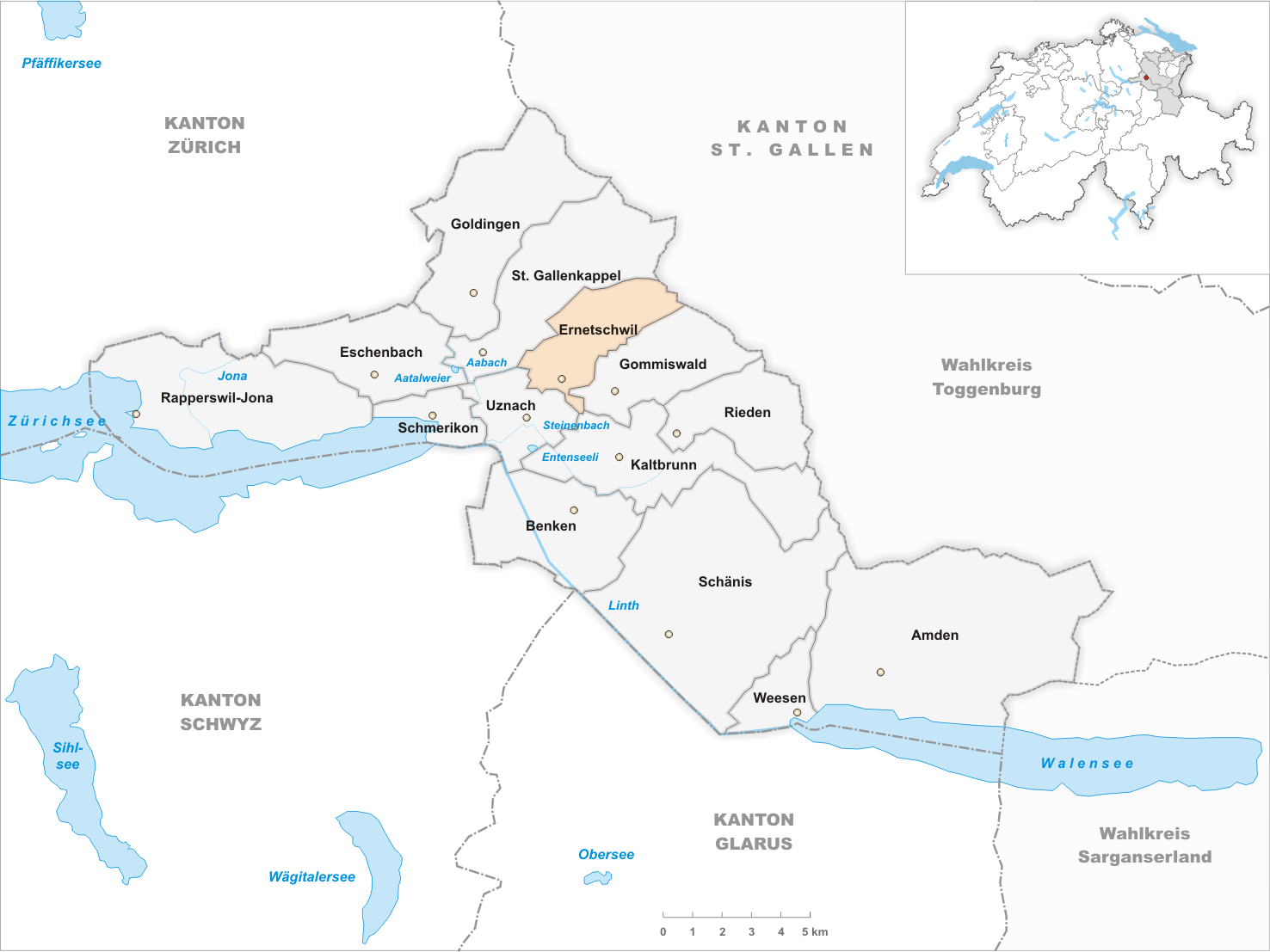
Il territorio del comune di Ernetschwil prima degli accorpamenti comunali del 2013

Già comune autonomo istituito nel 1807 per scorporo dal comune di Gommiswald, si estendeva per 10,26 km² e comprendeva le frazioni di Freudwil, Häblingen, Gebertingen, Hof (fino al XVI secolo Lügenschwil), Ricken (che si estende anche nel limitrofo comune di Wattwil), Schümberg e Schwarzholz; il 1º gennaio 2013 è stato nuovamente accorpato a Gommiswald assieme all'altro comune soppresso di Rieden.

## Monumenti e luoghi d'interesse
- Chiesa parrocchiale cattolica di San Carlo Borromeo, eretta nel 1844-1850[1];
- Chiesa parrocchiale cattolica dei Santi Felice e Regola a Ricken, eretta nel 1783[2];
- Cappella di Sant'Anna, eretta nel Medioevo e ricostruita nel 1599-1600[1].

## Società

### Evoluzione demografica
L'evoluzione demografica è riportata nella seguente tabella:
Abitanti censiti

## Economia
L'economia locale si basa prevalentemente sul turismo e sul pendolarismo in uscita verso Uznach e Rapperswil-Jona.